# Sulęcin (Siechnice)
Sulęcin (deutsch Saulwitz) ist ein Dorf in Niederschlesien. Der Ort liegt in der Gmina Siechnice im Powiat Wrocławski in der polnischen Woiwodschaft Niederschlesien.

## Geographie

### Geographische Lage
Das Angerdorf Sulęcin liegt sechs Kilometer südlich des Gemeindesitzes Siechnice (Tschechnitz) sowie 18 Kilometer südöstlich der Kreis- und Woiwodschaftshauptstadt Breslau. Der Ort liegt in der Nizina Śląska (Schlesische Tiefebene) innerhalb der Równina Wrocławska (Breslauer Ebene).

### Ortsteile
Ortsteil von Sulęcin ist der Weiler Szostakowice (Schockwitz).

### Nachbarorte
Nachbarorte von Sulęcin sind im Norden Zębice (Sambowitz), im Nordosten Grodziszów (Rohrau) und im Südwesten Bratowice (Barottwitz).

## Geschichte
Das Dorf wurde 1358 erstmals als Suloczin erwähnt. Weitere Erwähnung erfolgten 1360 als Solenczin sowie 1364 als Sulenczin.
Nach dem Ersten Schlesischen Krieg 1742 fiel Saulwitz zusammen mit dem größten Teil Schlesiens an Preußen. 1783 bestanden im Ort sechs Bauernstellen, acht andere Häuser und 90 Einwohner.
Nach der Neugliederung Preußens gehörte die Landgemeinde Saulwitz ab 1815 zur Provinz Schlesien und war ab 1816 dem Landkreis Ohlau eingegliedert. 1874 wurde der Amtsbezirk Rohrau gegründet, welcher die Landgemeinden Jungwitz, Rohrau, Saulwitz und Schockwitz und den Gutsbezirk Rohrau umfasste. 1885 zählte der Ort 142 Einwohner.
Am 30. September 1928 wurde Rohrau nach Saulwitz eingemeindet. 1933 zählte Saulwitz 391, 1939 wiederum 356 Einwohner. Bis 1945 befand sich der Ort im Landkreis Ohlau.
Als Folge des Zweiten Weltkriegs fiel Saulwitz wie fast ganz Schlesien 1945 an Polen, wurde in Sulęcin umbenannt und der Woiwodschaft Breslau angegliedert. Die deutsche Bevölkerung wurde, soweit sie nicht vorher geflohen war, weitgehend vertrieben. Die neu angesiedelten Bewohner waren zum Teil Heimatvertriebene aus Ostpolen. 1999 kam der Ort zum Powiat Wrocławski in der Woiwodschaft Niederschlesien.

## Sehenswürdigkeiten
- Gutshaus Saulwitz
- Denkmal für die Gefallenen des Ersten Weltkrieges